# Flags of Our Fathers (película)
Flags of Our Fathers (Banderas de nuestros padres en España y La conquista del honor en Argentina/México/Perú/Venezuela) es una película estadounidense de 2005, dirigida por Clint Eastwood y escrita por William Broyles Jr. y Paul Haggis, que junto a Cartas desde Iwo Jima, completa el díptico de este director sobre la batalla de Iwo Jima. Está basada en la novela homónima de James Bradley y Ron Powers sobre la Batalla de Iwo Jima en 1945. Protagonizada por Ryan Phillippe, Adam Beach, Jesse Bradford, Jamie Bell, Paul Walker y un largo reparto.
La película se presenta desde el punto de vista estadounidense de la Batalla de Iwo Jima, mientras que su película compañera, "Letters from Iwo Jima," que también fue dirigida por Eastwood, se muestra desde el punto de vista japonés de la batalla. 
Fue nominada a dos Premios Óscar y resultó ganadora, entre otros, de los premios cinematográficos japoneses Awards of the Japanese Academy, Blue Ribbon Awards, Hochi Films Awards y Kinema Junpo Awards, y de los premios estadounidenses Satellite Awards y Visual Effects Society Awards. La película narra la batalla de Iwo Jima desde la perspectiva estadounidense.

## Sinopsis
Los hechos se centran en la batalla de Iwo Jima, a finales de la Segunda Guerra Mundial, y de la famosa imagen de los soldados estadounidenses alzando la bandera estadounidense y los efectos posteriores de ese evento en sus vidas. momento que inmortalizó el fotógrafo Joe Rosenthal.

## Argumento
Con tres militares estadounidenses: Infantería de marina Soldado de primera clase Ira Hayes, Soldado de primera clase Rene Gagnon y Compañero de farmacéutico de la Marina Segunda clase John "Doc" Bradley - son festejados como héroes en un vínculo de guerra, reflexionan sobre sus experiencias a través de escena retrospectiva.
Después de entrenarse en Camp Tarawa en Hawái, el 28º Regimiento de Infantería de Marina (Estados Unidos) 5.ª División de Infantería de Marina navega para invadir Iwo Jima. Los bombardeos de la Armada sospecharon posiciones japonesas durante tres días. El sargento Mike Strank está a cargo del segundo pelotón.
Al día siguiente, 19 de febrero de 1945, los infantes de marina aterrizan en barco Higgins sy LVT. Las playas son silenciosas y el Soldado de Primera Clase Ralph "Iggy" Ignatowski se pregunta si los defensores están muertos antes de que la artillería pesada japonesa y las ametralladoras abran fuego contra los Marines y los barcos de la Armada. Las bajas son numerosas, pero las playas están aseguradas.
Dos días después, los Marines atacan Monte Suribachi bajo una lluvia de artillería japonesa y fuego de ametralladora, mientras la Armada bombardea la montaña. Doc salva la vida de varios infantes de marina bajo fuego, lo que más tarde le valió la Cruz de la Marina (Navy Cross (Estados Unidos)). La montaña finalmente está asegurada.
El 23 de febrero, el pelotón bajo el mando del Sargento Hank Hansen llega a la cima del Monte Suribachi y iza la Bandera de los Estados Unidos entre vítores de las playas y los barcos. El secretario de Marina James Forrestal, que es testigo de la izada de la bandera mientras aterriza en la playa, solicita la bandera para sí mismo. El coronel Chandler Johnson decide que su segundo batallón merece más la bandera. Rene es enviado con el Segundo Pelotón para reemplazar la primera bandera con una segunda para que Forrestal la tome. Mike, Doc, Ira, Rene y otros dos marines (el cabo Harlon Block y el soldado de primera clase Franklin Sousley) son fotografiados por Joe Rosenthal mientras izan la segunda bandera.
El 1 de marzo, el Segundo Pelotón es emboscado desde un nido de ametralladoras japonés. Durante la pelea por el nido, Mike es alcanzado por un proyectil de la Marina de los EE. UU. Y muere a causa de sus heridas. Más tarde ese día, Hank recibe un disparo en el pecho y muere, y Harlon es asesinado por fuego de ametralladora.
Dos noches más tarde, mientras Doc ayuda a un infante de marina herido, las tropas japonesas secuestran a Iggy y lo arrastran a un túnel. Doc encuentra su cuerpo brutalmente destrozado unos días después. El 21 de marzo, Franklin es asesinado por fuego de ametralladora y muere en los brazos de Ira. De los ocho hombres del escuadrón, solo quedan tres: Doc, Ira y Rene. Unos días después de la muerte de Franklin, Doc es herido por fuego de artillería mientras trataba de salvar a un compañero médico. Sobrevive y es enviado de regreso a casa. El 26 de marzo, la batalla termina y los marines estadounidenses obtienen la victoria.
Después de la batalla, la prensa se apodera de la fotografía de Rosenthal. Es un gran refuerzo moral y se vuelve famoso. Se le pide a René que nombre a los seis hombres de la foto; se identifica a sí mismo, a Mike, Doc y Franklin, pero identifica erróneamente a Harlon como Hank. Rene finalmente nombra a Ira como el sexto hombre, incluso después de que Ira amenaza con matarlo por hacerlo.
Doc, Ira y Rene son enviados a casa como parte de la séptima gira de bonos. Cuando llegan a la bienvenida de un héroe en Washington D. C., Doc se da cuenta de que la madre de Hank está en la lista de madres de los levantadores de banderas muertos. Ira denuncia airadamente la campaña de bonos como una farsa. Los hombres son reprendidos por Bud Gerber del Departamento del Tesoro, quien les dice que el país no puede pagar la guerra y que si falla la campaña de bonos, Estados Unidos abandonará el Pacífico y sus sacrificios serán por nada. Los tres acuerdan no decirle a nadie que Hank no estaba en la fotografía.
Mientras los tres son enviados por todo el país para recaudar dinero y hacer discursos, Ira está lleno de culpa, enfrenta discriminación como Nativo americano y desciende al alcoholismo. Después de que vomita una noche frente al General Alexander Vandegrift, comandante de la Infantería de Marina, lo envían de regreso a su unidad y la unidad de enlace continúa sin él.
Después de la guerra, los tres supervivientes regresan a sus hogares. Ira todavía lucha contra el alcoholismo y nunca puede escapar de su fama no deseada. Un día después de salir de la cárcel, hace autostop más de 1300 millas hasta Texas para ver a la familia de Harlon Block. Le dice al padre de Harlon que su hijo estaba de hecho en la base de la bandera en la fotografía. En 1954, se dedica el Memorial de Guerra del USMC (Marine Corps War Memorial) y los tres abanderados se ven por última vez. En 1955, Ira muere de exposición después de una noche bebiendo. Ese mismo año, Doc conduce a la ciudad donde vive la madre de Iggy para contarle cómo murió Iggy, aunque se da a entender que no le dice la verdad. Rene intenta una carrera empresarial, pero descubre que las oportunidades y ofertas que recibió durante la campaña de fianza se anulan. Pasa el resto de su vida como conserje. Doc, por el contrario, tiene éxito al comprar una funeraria. En 1994, en su lecho de muerte, le cuenta su historia a su hijo, James, y en un flashback final a 1945, los hombres nadan en el océano después de izar las banderas.

## Reparto
- Ryan Phillippe como ayudante de farmacéutico de segunda clase John Bradley, el único de los seis levantadores de banderas que no era un infante de marina
  - George Grizzard como el mayor John Bradley
- Jesse Bradford como Cabo Rene Gagnon
- Adam Beach como Cabo Ira Hayes
- John Benjamin Hickey como el sargento técnico Keyes Beech
- Paul Walker como el Sargento Hank Hansen, quien ayudó con el primer izamiento de la bandera y fue identificado erróneamente como Harlon Block
- John Slattery como Bud Gerber
- Barry Pepper como Sargento Michael Strank
- Jamie Bell como soldado Ralph Ignatowski
- Robert Patrick como coronel Chandler Johnson
- Neal McDonough como Capitán Dave Severance
  - Harve Presnell como el mayor Dave Severance
- Melanie Lynskey como Pauline Harnois Gagnon
- Tom McCarthy como James Bradley
- Chris Bauer como General Alexander Vandegrift, el Comandante de la Infantería de Marina
- Gordon Clapp como General Holland Smith, quien dirigió la invasión de Iwo Jima
- Ned Eisenberg como Joe Rosenthal, el periodista que tomó la famosa fotografía
- Judith Ivey como Belle Block
- Ann Dowd como la Sra. Strank
- Myra Turley como Madeline Evelley
- Jason Gray-Stanford como el teniente Schrier
- Joseph Michael Cross como soldado de primera clase Franklin Sousley
- Benjamin Walker como el cabo Harlon Block, que fue identificado erróneamente como Hank Hansen
- Alessandro Mastrobuono como cabo Chuck Lindberg
- Scott Eastwood como el soldado Roberto Lundsford
- David Patrick Kelly como presidente Harry S. Truman
- Jeremiah Kirnberger como Gunners Mate 1st Class
- Stark Sands como el soldado Walter Gust

|}

## Producción
DreamWorks compró los derechos cinematográficos del libro en junio de 2000. El productor Steven Spielberg trajo a William Broyles para escribir los primeros borradores del guion, antes de que el director Clint Eastwood trajera a Paul Haggis para reescribirlo. En el proceso de lectura sobre la perspectiva japonesa de la guerra, en particular el general Tadamichi Kuribayashi, Eastwood decidió filmar una pieza complementaria con "Cartas desde Iwo Jima", que fue filmada completamente en japonés. Bradley Cooper audicionó para uno de los papeles principales. Banderas de nuestros padres era filmado en el transcurso de 58 días. Jared Leto fue originalmente elegido como Rene Gagnon pero tuvo que retirarse debido a un compromiso de gira con su banda, Thirty Seconds to Mars.
 Banderas de nuestros padres costó $ 55 millones, aunque originalmente estaba presupuestado en $ 80 millones. "Variety" posteriormente rebajó el precio a 55 millones de dólares. Aunque la película está tomada desde el punto de vista estadounidense de la batalla, fue filmada casi en su totalidad en Islandia y Sur de California, con algunas escenas filmadas en Chicago. El rodaje terminó a principios de 2006, antes de que comenzara la producción de "Letters from Iwo Jima" en marzo de 2006.

### Recepción crítica
En el agregador de reseñas Rotten Tomatoes, la película tiene una calificación de aprobación del 73% según 196 reseñas, con una calificación promedio de 7.01 / 10. El consenso del sitio dice: " Banderas de nuestros padres es tanto una mirada fascinante al heroísmo, tanto ganado como fabricado, y un saludo bien filmado a los hombres que lucharon en la batalla de Iwo Jima."  En Metacritic, la película obtuvo una puntuación de 79 sobre 100 según 39 reseñas, lo que indica "Reseñas generalmente favorables".
La película entró en la lista de los 10 primeros de la Junta Nacional de Revisión. Eastwood también ganó una nominación al Globo de Oro por dirección. La película fue nominada a dos Premios de la Academia - por Mejor Sonido (John T. Reitz, David E. Campbell, Gregg Rudloff y Walt Martin) y Edición de sonido. El crítico de cine Richard Roeper dijo: "'Flags of Our Fathers' de Clint Eastwood representa al ganador del Oscar Unforgiven y Million Dollar Baby como una obra maestra estadounidense. Es una obra ardiente y poderosa de un artista de 76 años que permanece en la cima de su juego... [y] Flags of Our Fathers es una película patriótica en el sentido de que honra a quienes lucharon en el Pacífico, pero también es patriótica porque cuestiona la versión oficial de la verdad y nos recuerda que los superhéroes solo existen en los cómics y las películas de dibujos animados ".

### Las diez listas principales
Banderas de nuestros padres se incluyó en las diez listas de los diez mejores críticos para 2006.
- Primero - Kenneth Turan, Los Angeles Times (empatado con Cartas de Iwo Jima)
- Primero - Michael Wilmington, Chicago Tribune
- Primero - Kirk Honeycutt, The Hollywood Reporter
- Primero - Stephen Hunter, The Washington Post
- Segundo - Scott Foundas, L.A. Semanalmente (vinculado con Cartas de Iwo Jima)
- Tercero - Peter Travers, Rolling Stone (vinculado con Cartas de Iwo Jima)
- Tercero - Shawn Levy, Portland Oregonian (empatado con Cartas de Iwo Jima)
- Tercero - Jack Matthews, New York Daily News (empatado con Cartas desde Iwo Jima)
- Tercero - Lou Lumenick, New York Post (vinculado con Cartas de Iwo Jima)
- Tercero - Richard Roeper, At the Movies (empatado con Cartas desde Iwo Jima)
- Tercero - Claudia Puig, USA Today
- Cuarto - William Arnold, Seattle Post-Intelligencer
- Quinto - Ray Bennett, The Hollywood Reporter
- Quinto - Richard Schickel, Time
- Quinto - David Edelstein, Fresh Air (vinculado con Cartas desde Iwo Jima)[11]
- Séptimo - Roger Ebert, Chicago Sun-Times (empatado con Cartas desde Iwo Jima)[12]
- Lo mejor de 2006 (enumerados alfabéticamente, sin clasificar) - David Denby, The New Yorker [13]

### Taquilla
A pesar de la aclamación de la crítica, la película tuvo un rendimiento inferior en taquilla, ganando solo 65.900.249 dólares en todo el mundo con un presupuesto de producción estimado de 90 millones de dólares. Su película complementaria Letters From Iwo Jima fue más rentable con una taquilla de $ 71 millones con un presupuesto de $ 19 millones.

### Controversia de Spike Lee
En el Festival de Cine de Cannes de 2008, el director Spike Lee, que estaba haciendo Miracle at St. Anna, sobre una división estadounidense totalmente negra que lucha en Italia durante la Segunda Guerra Mundial, criticó al director Clint Eastwood por no representar a los marines negros en Flags of Our Fathers. Citando precisión histórica, Eastwood respondió que su película trataba específicamente sobre los marines que izaron la bandera en Mount Suribachi en Iwo Jima, y señaló que mientras los marines negros lucharon en Iwo Jima, el ejército de los EE. UU. fue segregado durante la Segunda Guerra Mundial, y ninguno de los hombres que izaron la bandera era negro. Eastwood creía que Lee estaba usando los comentarios para promover Miracle at St. Anna y dijo enojado que Lee debería "cerrar la cara". Lee respondió que Eastwood estaba actuando como un "viejo enojado", y argumentó que a pesar de hacer dos películas de Iwo Jima consecutivas, Letters from Iwo Jima y Flags of Our Fathers, "no había un solo Marine negro en ambas películas".
Sin embargo, contrariamente a las afirmaciones de Lee, los Marines negros (incluida una unidad totalmente negra) se ven en varias escenas durante las cuales se describe la misión, así como durante los aterrizajes iniciales, cuando se lleva a un Marine negro herido. Durante los créditos finales, las fotografías históricas tomadas durante la Batalla de Iwo Jima muestran Marines negros. Aunque los marines negros lucharon en la batalla, estaban restringidos a funciones auxiliares, como el suministro de municiones, y no participaron en los principales asaltos de la batalla; sin embargo, sí participaron en acciones defensivas. Según Alexander M. Bielakowski y Raffaele Ruggeri, "Medio millón de afroamericanos sirvieron en el extranjero durante la Segunda Guerra Mundial, casi todos en unidades segregadas de segunda línea". El número de afroamericanos muertos en acción fue de 708.
Spielberg más tarde intervino entre los dos directores, después de lo cual Lee envió una copia de una película en la que estaba trabajando a Eastwood para una proyección privada como una aparente muestra de disculpa.

## Medios domésticos
El DVD fue lanzado en los Estados Unidos por DreamWorks Home Entertainment (bajo Paramount Pictures) e internacionalmente por Warner Home Video el 6 de febrero de 2007. No tiene características especiales.
El 22 de mayo de 2007 se lanzó un DVD de edición especial de coleccionista de dos discos (con características especiales). También se lanzó en formatos HD DVD y Blu-ray.
El DVD de la edición especial de coleccionista de dos discos también está disponible en un conjunto conmemorativo de cinco discos que también incluye la edición especial de coleccionista de dos discos de Letters from Iwo Jima y un quinto disco adicional que contiene el documental de History Heroes of Iwo Jima y To the Shores of Iwo Jima, un documental producido por la Marina de los Estados Unidos y el Cuerpo de Marines de los Estados Unidos, lanzado por Warner Home Video.

## Comentarios
Eastwood ha dirigido, paralelamente a este proyecto, otra película de la misma temática, pero ambientada y enfocada desde el bando japonés, Cartas desde Iwo Jima.